# Julita församling
Julita församling var en församling i Strängnäs stift och i Katrineholms kommun i Södermanlands län. Församlingen uppgick 2010 i Katrineholmsbygdens församling. 

## Administrativ historik
Församlingen har medeltida ursprung. Församlingen bildade på 1560-talet pastorat med Österåkers församling för att därefter till 1962 utgöra ett eget pastorat. Från 1962 till 1983 var den åter moderförsamling i pastoratet Julita och Österåker för att därefter till 2010 vara annexförsamling i pastoratet Floda och Julita. Församlingen uppgick 2010 i Katrineholmsbygdens församling.

## Kyrkor
- Julita kyrka
- Skansenkyrkan